# タイガースネーク
タイガースネーク（Notechis scutatus）は、有鱗目コブラ科タイガースネーク属に分類されるヘビ。本種のみでタイガースネーク属を構成する。日本における特定動物。有毒。

## 分布
オーストラリア（クイーンズランド州海岸からブンナ山脈、タスマニア州、ニューサウスウェールズ州のマリー川地方、ビクトリア州、南オーストラリア州南東部、カンガルー島）

## 形態
全長は1~2m。深緑のような灰褐色の地色に淡黄色の帯があり、虎の模様に似ている。
また、タスマニアのタイガースネークは本土のものと比べて模様が異なっており、最近までは別の種類の蛇だと思われていた。

### 毒
世界の陸生ヘビの中でもトップクラスに強い毒を持つ。本種の持つ毒の人に対する致死量は3mgだが、タイガースネークは一咬みで35～65mgを注入する。この毒には神経毒、凝固毒、溶血毒、筋肉毒が含まれていて、咬まれた人の毒を吸い出す行為さえ危険とされる（但し、毒蛇に噛まれた傷から毒を吸い出す行為自体が危険な行為である。また、毒は元々たんぱく質なので飲み込む分には害はない）。追い詰めたり攻撃しなければ人間に対して攻撃することは殆どないが、咬まれた場合の致死率は未治療なら40〜60％と非常に高く、2-3時間で死に至る事もある。

## 生態
朽ちた倒木の中などに潜み、普段は昼間に活動するが、暑い夏の夜にも活動する場合がある。カエルやトカゲ、ひな鳥や小型の哺乳類を捕食する。